# Astatula
Astatula é uma vila localizada no estado americano da Flórida, no condado de Lake. Foi incorporada em 1927.

## Geografia
De acordo com o United States Census Bureau, a vila tem uma área de 8,2 km², onde 8,05 km² estão cobertos por terra e 0,13 km² por água.

### Localidades na vizinhança
O diagrama seguinte representa as localidades num raio de 16 km ao redor de Astatula.

## Demografia
Segundo o censo nacional de 2010, a sua população é de 1 810 habitantes e sua densidade populacional é de 224,7 hab/km². Possui 750 residências, que resulta em uma densidade de 93,1 residências/km².